# Kepler-22b
Kepler-22b là hành tinh ngoài hệ Mặt Trời đầu tiên được NASA xác nhận là có điều kiện thích hợp cho sự sống phát triển. Hành tinh Kepler-22b nằm cách hệ Mặt Trời khoảng 620 năm ánh sáng.

## Phát hiện
Việc phát hiện hành tinh này được NASA công bố ngày 5 tháng 12 năm 2011. Thông thường, một vật thể được xác định là hành tinh khi và chỉ khi nó được quan sát thấy ít nhất ba lần nó đi qua vùng sáng của một ngôi sao. Chương trình Kepler đã ghi nhận hiện tượng cường độ sáng của sao chính Kepler-22 giảm nhẹ ba lần vào quãng thời gian từ 12/5/2009-14/3/2011, với chu kỳ khoảng 289.8623 (+0.0016/-0.0020) ngày, có khoảng thời gian quan sát thấy che sáng là 7,415+0,067/-0,078 giờ. William Borucki, nhà nghiên cứu tại Trung tâm Nghiên cứu Ames ở Moffett Field của NASA nói:
| “ | Chúng tôi đã tóm được hình ảnh của nó lần đầu tiên chỉ ba ngày sau khi các thiết bị trên tàu (Kepler) bắt đầu hoạt động (năm 2009). Chúng tôi đã quan sát thấy hình nó đi qua ngôi sao chính lần thứ ba vào mùa nghỉ lễ năm 2010 | ” |

Các nhà khoa học tại chương trình Kepler sau đó đã sử dụng các kết quả quan sát của kính viễn vọng không gian Spitzer và các kính tại mặt đất khác để khẳng định kết quả trên.

## Thành phần và cấu trúc
Hành tinh Kepler-22b có bán kính vào khoảng 2,4 lần bán kính Trái Đất, tương đương 60% bán kính Sao Hải Vương. Khối lượng và thành phần bề mặt hiện (2011-2012) vẫn chưa xác định rõ. Chỉ có một vài dự đoán chưa chắc chắn lắm cho rằng khối lượng của nó không vượt quá 36 - 124 lần khối lượng Trái Đất. Bề mặt của hành tinh cũng được dự đoán với nhiều khả năng khác nhau: đá, khí hoặc lỏng. Trong trường hợp bề mặt chủ yếu là đại dương chất lỏng bao quanh phần lõi rắn thì khả năng tồn tại các yếu tố phù hợp cho sự sống xuất hiện là hoàn toàn có thể xảy ra.
|  |

## Quỹ đạo
Các quan sát hiện tại chỉ mới cho phép tính toán được chu kỳ quỹ đạo vòng quanh sao chính khoảng 290 ngày chứ chưa phản ánh được hình dạng quỹ đạo cụ thể. Hầu hết các hành tinh mà khoa học hiện nay đã biết đều có quỹ đạo hình Elíp. Nếu quỹ đạo của Kepler-22b mà đủ dẹt thì có thể nó chỉ có một phần trong chu kỳ quay là đi qua vùng thích hợp với sự sống.
Cùng với nhiệt độ cũng như bức xạ của ngôi sao chính (lớp G, kích cỡ và khối lượng thấp hơn Mặt Trời một chút do đó, nhiệt độ thấp hơn một chút), bán kính quỹ đạo của Kepler-22b ngắn hơn của Trái Đất 15% là lý do khiến các nhà khoa học dự đoán rằng hành tinh này có thể có các điều kiện thích hợp cho sự sống.

## Bề mặt
| So sánh nhiệt độ                   | Sao Kim             | Trái Đất             | Kepler-22b           | Sao Hỏa               |
| Nhiệt độ cân bằng toàn bề mặt      | 307 K 34 °C 93 °F   | 255 K −18 °C −0,4 °F | 262 K −11 °C 22,2 °F | 206 K −67 °C −88,6 °F |
| + Hiệu ứng khí nhà kính ở Sao Kim  | 737 K 464 °C 867 °F |                      |                      |                       |
| + Hiệu ứng khí nhà kính ở Trái Đất |                     | 288 K 15 °C 59 °F    | 295 K 22 °C 71,6 °F  |                       |
| + Hiệu ứng khí nhà kính ở Sao Hỏa  |                     |                      |                      | 210 K −63 °C −81 °F   |
| Khóa thủy triều                    | Hầu hết             | Không                | ??                   | Không                 |
| Suất phản chiếu Bond               | 0,9                 | 0,29                 | ??                   | 0,25                  |
| Tham khảo                          |                     |                      |                      |                       |

Với nhiệt độ của sao chủ, bán kính quỹ đạo đã biết thì nhiệt độ bề mặt hành tinh phụ thuộc chủ yếu vào hiệu ứng nhà kính của khí quyển:
1. Nếu hành tinh không có khí quyển, nhiệt độ bề mặt sẽ là khoảng -11 °C.
2. Nếu hành tinh có khí quyển với hiệu ứng nhà kính tương tự Trái Đất, nhiệt độ bề mặt sẽ là khoảng 22 °C (72 °F).[1][13]
3. Nếu hành tinh có bầu khí quyển với hiệu ứng nhà kính dày đặc như Sao Kim thì nó sẽ nóng tới 460 °C (860 °F).

## Sao chủ
Sao Kepler-22 được xác định là sao có vị trí biểu kiến nằm trong chòm sao Thiên Nga, cách hệ Mặt Trời khoảng 190 parsec (hay 620 năm ánh sáng), có quang phổ thuộc lớp G (cùng nhóm với Mặt Trời của chúng ta), có nhiệt độ trung bình bề mặt 5.518±44 K, khối lượng xấp xỉ 0,97±0,06 khối lượng Mặt Trời, bán kính khoảng 0,979±0,020 bán kính Mặt Trời, với gia tốc trọng trường tại bề mặt 4,44±0,06 g, tốc độ tự quay khoảng 0,6±0,1 × 10³m/s và có tuổi chưa xác định. Sao Kepler-22 có cấp sao biểu kiến 11,664, có nghĩa là sáng hơn một chút so với các quasar sáng nhất nhưng vẫn tối hơn các sao có thể nhìn thấy bằng mắt thường. Tổng bức xạ năng lượng của nó có cường độ bằng khoảng 0,79±0,04 lần bức xạ của Mặt Trời (mỗi giây Mặt Trời phát ra năng lượng khoảng 0,385 Joule). Độ kim loại (tỷ lệ sắt trên hiđrô) của Kepler-22 dao động trong khoảng 0,29±0,06.